# Parapteridotelus norfolkensis
Parapteridotelus norfolkensis är en skalbaggsart som beskrevs av Stefan von Breuning 1962. Parapteridotelus norfolkensis ingår i släktet Parapteridotelus och familjen långhorningar. Inga underarter finns listade i Catalogue of Life.